# کیم جو یونگ
کیم جو یونگ (Kim Joo-young) (زاده ۷ دسامبر ۱۹۳۹) نویسنده داستان‌های تاریخی اهل کره جنوبی است.

## زندگی
کیم در ۷ دسامبر ۱۹۳۹ در Cheongsong، Gyeongsangbuk-do در اوج اشغال ژاپن به دنیا آمد و در کودکی آزادی کره و جنگ کره را تجربه کرد. او از دبیرستان کشاورزی Daegu فارغ‌التحصیل شد و در برنامه نویسندگی خلاق در کالج هنر Seorabol (اکنون با دانشگاه Chung-Ang ادغام شده‌است) برخلاف میل پدرش شرکت کرد. اما بیشتر به خاطر داستان‌های تاریخی اش شناخته می‌شود.
اثر او با عنوان نویسنده با شکار تابستانی (Yeoreum sanyang) در سال ۱۹۷۰ توسط مجله Literature Monthly (Wolgan munhak) برای مقام دوم انتخاب شد از دیگر آثارش می‌توان به روح شیطانی (Angnyeong)، شاگردی در دزدی (Doduk gyeonseup) و پرورش مدل (Mobeom sayuk) اشاره کرد.
کیم جو یونگ به عنوان نویسنده مهمانخانه دار، حماسه ای تاریخی در ده جلد که به جزئیات زندگی بازرگانان دوره‌گرد در پایان قرن نوزدهم می‌پردازد، بیشتر شناخته شده‌است.

### ترجمه
- استینگری (홍어)
- صدای رعد
- Sardellen (آلمانی)
- Ein Fischer bricht das Schilfrohr nicht (آلمانی)
- Раскаты грома (روسی)
- El pescador no tala (اسپانیایی)
- لا رایا (اسپانیایی)
- صوت رعد (عربی)
- 惊天雷声 (چینی)
- 鳀鱼 (چینی)
- 洪魚 (چینی)
- Le pêcheur ne cueille pas de roseaux (فرانسوی)
- Le Bruit du Tonnerre (천둥소리) (فرانسوی)

### جوایز
کیم جویونگ در سال ۱۹۸۲ جایزه رمان‌نویسان را برای سفرنامه به بازار Oechon (외촌장外村場 기행 Oechonjang gihaeng، ۱۹۸۴) و جایزه ادبی Yoo Juhyeon در سال ۱۹۸۴ برای مسافرخانه‌دار دریافت کرد.